# مجرى صغير
مجرى صغير قرية سوريّة تتبع إداريّاً لمحافظة حلب منطقة جرابلس ناحية مركز جرابلس، بلغ تعداد سكانها 565 نسمة حسب التعداد السكاني لعام 2004.